# Sad (Zaleszany)
Sad – przysiółek wsi Zaleszany w Polsce położony w województwie podlaskim, w powiecie hajnowskim, w gminie Kleszczele.
W latach 1975–1998 miejscowość należała administracyjnie do województwa białostockiego.
Wierni kościoła rzymskokatolickiego należą do parafii św. Zygmunta w Kleszczelach.